# Stumpfwaldgericht
Das Stumpfwaldgericht oder Landgericht auf dem Stampe, später Rügegericht Neun Stühle, war eine Gerichtsstätte der Grafen von Leiningen im nördlichen Pfälzerwald. Es gehörte zu den drei kaiserlichen Landgerichten im Wormsgau.

## Lage
Das Stumpfwaldgericht lag vier Kilometer nordöstlich von Alsenborn.

## Geschichte
Angeblich war hier schon in der germanischen oder sogar keltischen Zeit eine Gerichts- oder Thingstätte. Das Gebiet des Stumpfwaldes hieß vom 8. bis 13. Jahrhundert „Stamp“, später „Stampf“. 1933 errichtete die Gemeinde Alsenborn ein Denkmal in Form eines Ringes aus neun kleinen quaderförmigen Steinen, den Kleinen Stühlen. Je einer der Stühle steht für die Neunmärker, die neun waldberechtigten Gemeinden der Umgebung. In der Mitte der Kleinen Stühle steht der Große Stuhl, ein Quaderstein, der die Aufschrift „Landgericht der Grafen vom Wormsgau und Herzöge Franken 6.–15. Jahrhundert“ trägt.